# Ismaël Diomandé
Ismaël Tiémoko Diomandé (* 28. August 1992 in Abidjan) ist ein ivorischer Fußballspieler. Er nahm an der Fußball-Weltmeisterschaft 2014 in Brasilien teil.

## Karriere

### Verein
Diomandé wurde von 2005 bis 2008 an der Mimosifcom Academy in Abidjan, dem Schulungszentrum von ASEC Mimosas, ausgebildet. 2008 zog er nach Frankreich und spielte eine Saison beim FCM Aubervilliers in der Nähe von Paris. Nach einem Jahr bei Paris FC verpflichtete ihn AS Saint-Étienne, wo er zunächst in der B-Mannschaft eingesetzt wurde.
Sein erstes Spiel im Profibereich bestritt er am 31. August 2011 im Ligapokal gegen Girondins Bordeaux, als er in der 54. Spielminute für Loïc Perrin eingewechselt wurde. Am achten Spieltag der Saison 2013/14 erzielte er im Spiel gegen den SC Bastia sein erstes Tor in der Ligue 1. Im Jahr 2013 gewann er mit Saint-Étienne den französischen Ligapokal, saß im Finale gegen Stade Rennes jedoch nur auf der Bank.
Im Januar 2016 wurde er für sechs Monate an SM Caen ausgeliehen. Anschließend verpflichtete ihn Caen bis 2019. Nach Vertragsende ging er in die Süper Lig zu Çaykur Rizespor. Von dort wechselte er im Januar 2021 zum Ligakonkurrenten Konyaspor. Im August 2021 wurde er für zwei Jahre vom türkischen Zweitligisten Samsunspor verpflichtet.

### Nationalmannschaft
Diomandé debütierte am 1. Juni 2014 bei der 1:2-Niederlage im Freundschaftsspiel gegen Bosnien und Herzegowina in der ivorischen Nationalmannschaft. Für die Weltmeisterschaft 2014 in Brasilien wurde er in den Kader seines Heimatlandes berufen. Bei diesem Turnier wurde Diomandé im letzten Gruppenspiel gegen Griechenland beim Stand von 1:1 in der 78. Minute für Didier Drogba eingewechselt. Die Griechen gewannen das Spiel durch ein Elfmetertor in der Nachspielzeit, die Elfenbeinküste schied aus. Ein Jahr später berief ihn Trainer Hervé Renard in den ivorischen Kader beim Afrika-Cup 2015. Im zweiten Gruppenspiel der Vorrunde gegen Mali stand er in der Startelf, wurde aber nach 39 Minuten gegen Max Gradel ausgewechselt. Beim Finalsieg im Elfmeterschießen gegen Ghana kam er nicht zum Einsatz.

## Erfolge
- Französischer Ligapokal: 2013 (ohne Einsatz)
- Afrikameister: 2015